# Phare de Blyth High
Le phare de Blyth High est un ancien phare situé dans la ville de Blyth, dans le sud du comté du Northumberland en Angleterre.
Il est maintenant protégé en tant que monument classé du Royaume-Uni de Grade II en 1987.

## Histoire
Ce phare a été construit en 1788. C'était primitivement une tour cylindrique à 3 étages de 12,5 m de haut. Sa hauteur a été augmentée en 1888 et de nouveau en 1900 pour atteindre une hauteur de 18 m. Ce phare a été désactivé en 1985.
Il se situe à Bath Terrace, 100 m avant le quai du port, dans la ville de Blyth. La tour est fermée.
Identifiant : ARLHS : ENG-186

### Lien connexe
- Liste des phares en Angleterre